# موسى فارو
موسى فارو (بالإنجليزية: Moses Farrow)‏ هو مصور أمريكي، ولد في 27 يناير 1978 في كوريا في ممالك كوريا الثلاث.

## وصلات خارجية
- الموقع الرسمي
- موسى فارو على موقع IMDb (الإنجليزية)
- موسى فارو على موقع قاعدة بيانات الفيلم (الإنجليزية)